# Yolanda Osuna Huerta
Yolanda del Carmen Osuna Huerta (Villahermosa, Tabasco; 1 de junio de 1958) es una licenciada y política mexicana, miembro del Movimiento Regeneración Nacional. Fue secretaria de turismo de Tabasco durante el gobierno de Andrés Granier Melo de 2010 a 2012, y secretaria de cultura de Tabasco en el gobierno de Adán Augusto López Hernández de 2019 a 2020. Fue la presidenta municipal de Centro en el mandato 2021-2024 y reelecta por segunda ocasión para la gestión 2024-2027.

## Carrera Profesional
Maestra en Administración para Ejecutivos por la Universidad Olmeca y Licenciada en Administración por la Universidad Juárez Autónoma de Tabasco.
Se ha desempeñado como Directora del Centro de Productividad de Tabasco, Coordinadora General del Centro de Capacitación para el Desarrollo del Municipio de Centro, Coordinadora del IV Comité Regional de la CONALMEX para la UNESCO  y directora general del Instituto de Capacitación para el Desarrollo Regional de Tabasco.

## Trayectoria política
Ocupó también los cargos de Coordinadora General del Comité de Planeación para el Desarrollo del Estado de Tabasco en dos periodos, Subsecretaría de Planeación e Innovación Educativa en la Secretaría de Educación, Coordinadora General de Asesores del Gobierno de Tabasco, Secretaria de Turismo en el gobierno priista de Andrés Granier Melo y Secretaria de Cultura del gobierno morenista de Adán Augusto López.
Formó parte de la Representación Mexicana en la XXV Conferencia General de la UNESCO, en París, Francia, fungió como Coordinadora General del Programa Estatal de la Mujer e integrante de la Delegación Mexicana a la Asamblea General de las Naciones Unidas: “Igualdad entre los géneros, desarrollo y paz en el Siglo XXI”.

### Alcaldesa de Centro (2020-2024)
En las elecciones estatales  del 6 de junio del 2021 fue electa a la alcaldía de Centro por el Movimiento Regeneración Nacional con el 61.04% de los votos, treinta y ocho puntos por encima del exgobernador Andrés Granier Melo, candidato del Partido Revolucionario Institucional que logró el 22.36% de los votos. 
Ocupó el cargo de alcaldesa del 5 de octubre del 2021 al 29 de febrero del 2024. En ese mes pidió licencia al Congreso de Tabasco para participar en el proceso electoral del 2024 para reelegirse para la alcaldía, siendo sustituida por Aura Medina Cano como presidenta interina.
En 2024 el Movimiento Regeneración Nacional nominó por segunda ocasión a Osuna como su candidata a la reelección. Siendo finalmente reelegida alcaldesa de Centro al obtener el 50.23% de los votos, en esta ocasión treinta cuatro puntos encima de su competidor más cercano, el candidato del Partido Verde Ecologista de México, José Humberto de los Santos Bertruy.